# Kam se i andělé bojí vstoupit
Kam se i andělé bojí vstoupit (v britském originále Where Angels Fear to Tread) je britský dramatický film z roku 1991. Režisérem filmu je Charles Sturridge. Hlavní role ve filmu ztvárnili Rupert Graves, Helena Bonham Carter, Judy Davisová, Giovanni Guidelli a Helen Mirren. 

## Obsazení
| Rupert Graves        | Philip Herriton  |
| Helena Bonham Carter | Caroline Abbott  |
| Judy Davisová        | Harriet Herriton |
| Giovanni Guidelli    | Gino Carella     |
| Helen Mirren         | Lilia Herriton   |
| Barbara Jefford      | paní Herriton    |
| Sophie Kullmann      | Irma             |
| Thomas Wheatley      | pan Kingcroft    |